# Aphyssura ioannes
Aphyssura ioannes är en tvåvingeart som beskrevs av Norris 1999. Aphyssura ioannes ingår i släktet Aphyssura och familjen spyflugor. Inga underarter finns listade i Catalogue of Life.